# 罗克莱克 (北达科他州)
罗克莱克（英語：Rocklake），是美国北达科他州下属的一座城市。根据2010年美国人口普查，该市有人口101人。